# Dwór Lisowieckich w Jaśle
Dwór Lisowieckich w Jaśle – zabytkowy dwór, który powstał w latach 1730–32, wraz z parkiem, znajdujący się w Jaśle

## Opis
W XVIII w. wieś Niegłowice należała do Jurkowieckich i wtedy w latach 1730–32 powstał dwór. Na przełomie XVIII i XIX w. Kasper Lisowiecki z Podlasia kupił Niegłowice i dwór pozostawał w rękach rodziny Lisowieckich do 1919. W połowie XIX w. dwór uległ znacznej przebudowie i uzyskał cechy klasycystyczne. Na początku XX w. obszar dworski liczył 312 ha. Po zakupie dworu w 1919 przez Czecha Alojzego Kolarza przeszedł on gruntowny remont. W 1935 najmłodszy syn Alojzego Włodzimierz przejął od ojca administrację majątkiem dworskim. Podczas II wojny światowej kwaterowały w nim obce wojska. Po 1950 rozbudowująca się Rafineria i nowopowstająca Naftobudowa przejmują dużą część obszaru dworskiego. Po śmierci Alojzego Kolarza w 1951 dwór pozostawał pusty, ponieważ żadne ze spadkobierców nie mieszkało w nim. W latach późniejszych mieszkali w nim narzuceni lokatorzy z kwaterunku. Na początku XXI właściciel dworu Piotr Liszcz, prawnuk Alojzego Kolarza, urządził w nim sklep z artykułami używanymi sprowadzanymi z zagranicy.
Dwór to nieregularny budynek murowany w części parterowy, w części piętrowy z wgłębnym portykiem frontowym o parze doryckich kolumn i wielobocznym świetlikiem nad klatką schodową. Elewacje wyartykułowane lizenami. Nad częścią parterową dach trójpołaciowy, nad piętrową czterospadowy. Dachy pierwotnie kryte gontem, obecnie blachą. Budynek podpiwniczony w części parterowj.

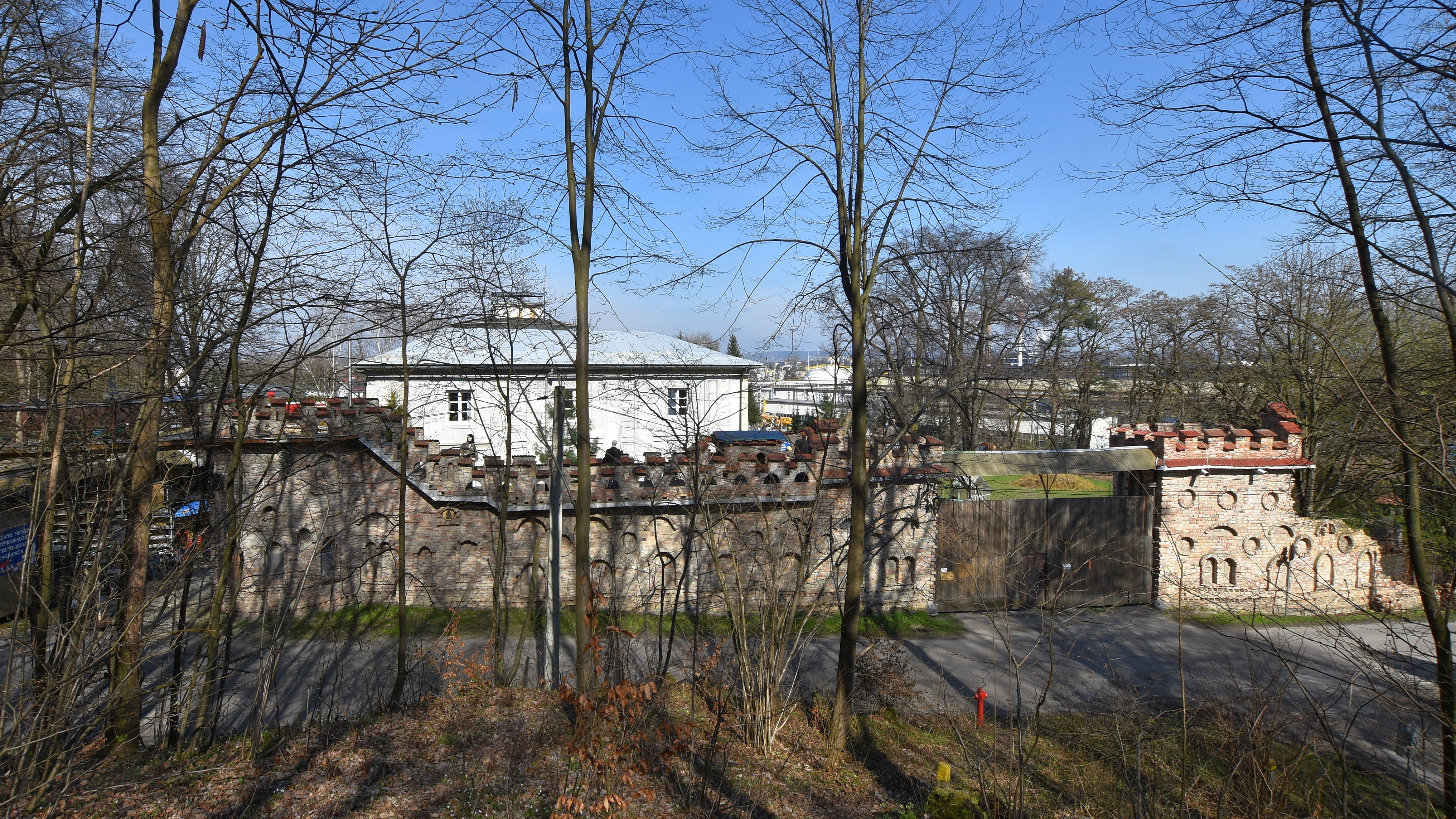
Widok ogólny
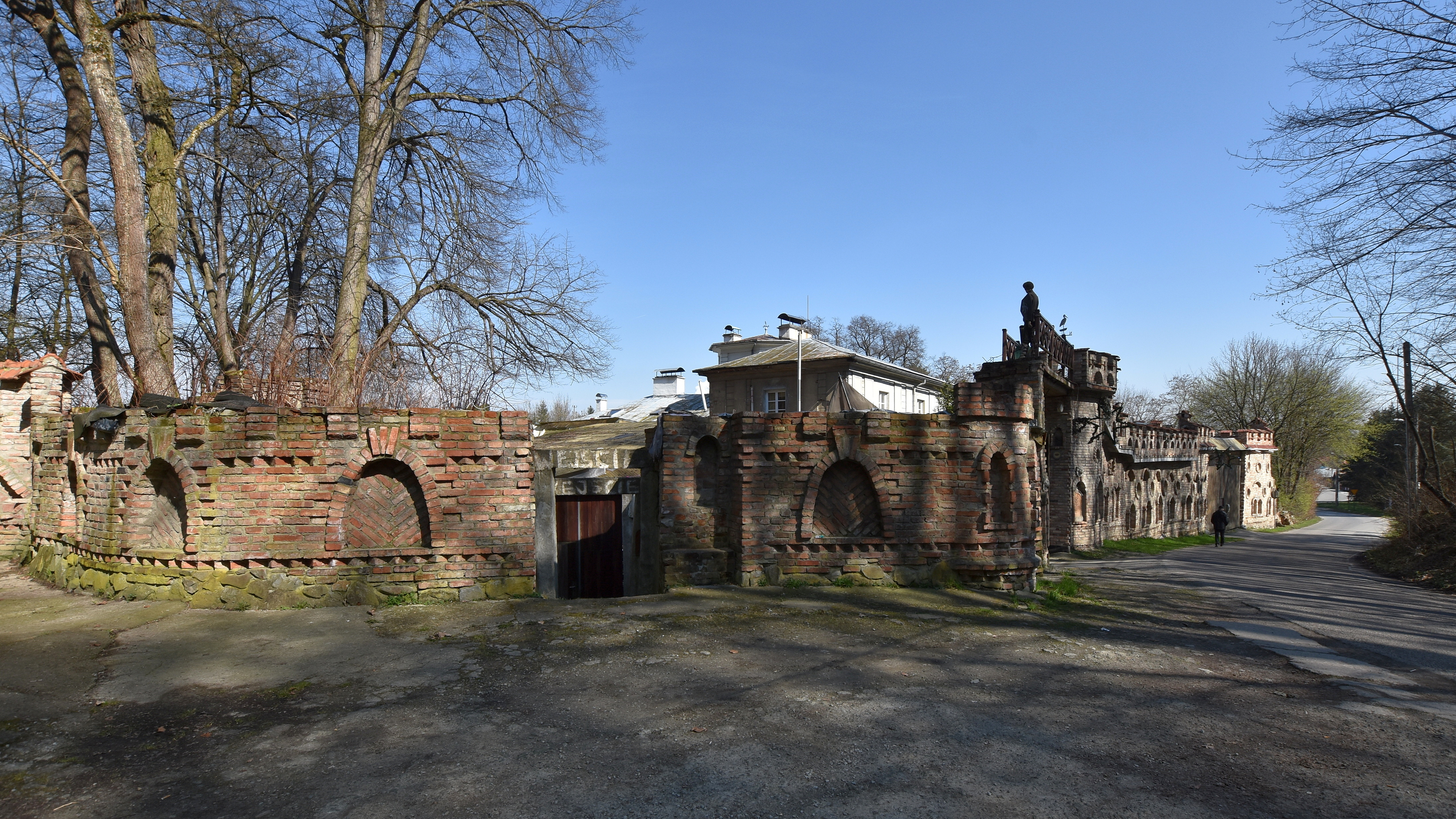
Ogrodzenie